# Project Chanology

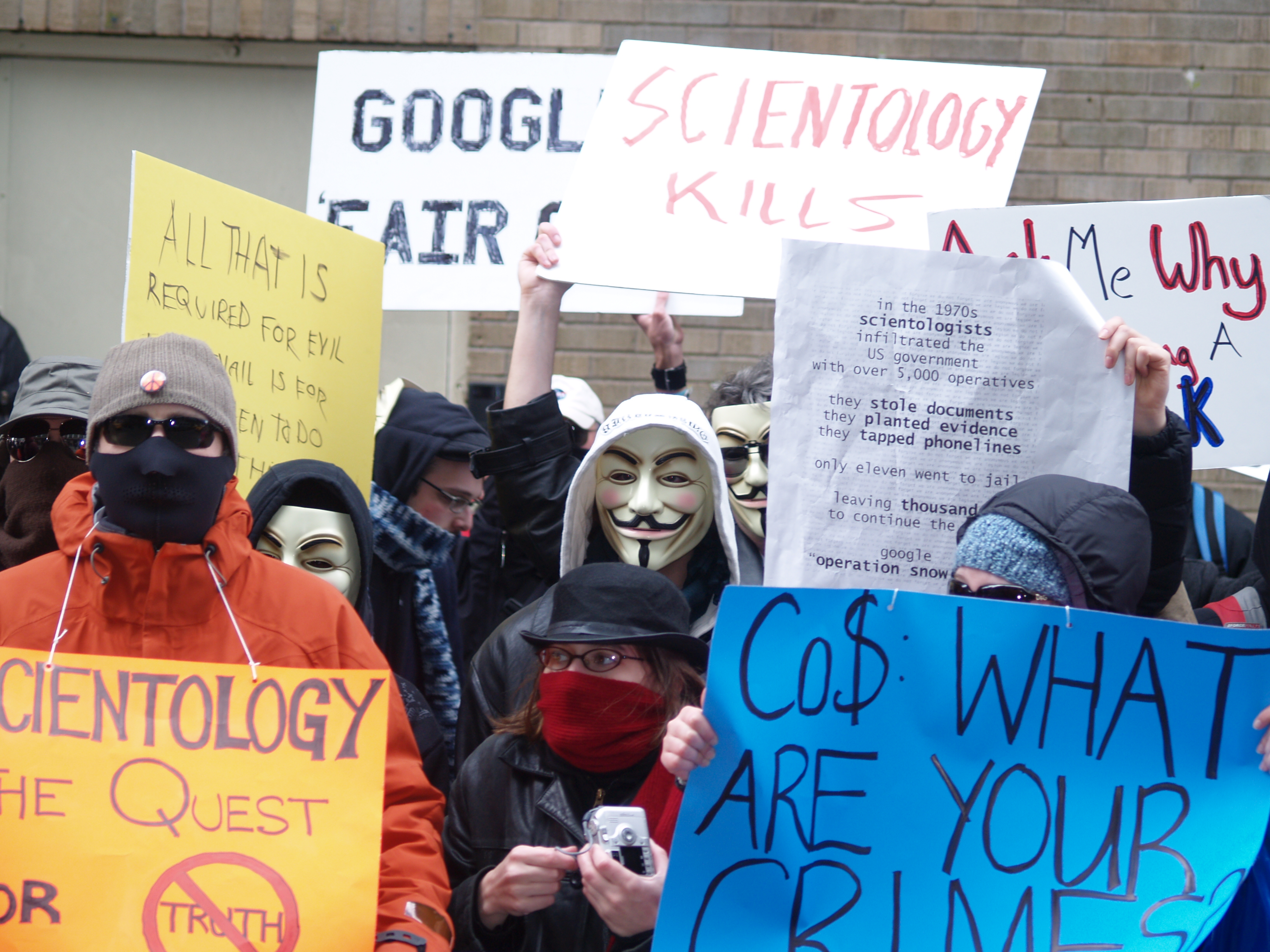
De internetgroep bekend als 'Anonymous' hield protesten buiten Scientology centra in steden over de hele wereld in februari 2008., waarbij de actievoerders Guy Fawkesmaskers droegen als symbool.

Project Chanology is een op het internet gebaseerd protest tegen Scientology door de internetgroep Anonymous. De naam Project Chanology refereert ook aan een website met dezelfde naam, die gebruikt wordt door de groep om alle huidige en geplande acties bij te houden van Anonymous, die zegt 'iedereen en overal' te zijn, en 'geen leiders' te hebben. Het project is begonnen als het antwoord op de poging om een exclusief interview met Scientologist Tom Cruise van het internet te verwijderen in januari 2008.
Het project ging van start door het posten van een YouTube video, genaamd Message to Scientology, op 21 januari 2008. In de video wordt gezegd dat Anonymous Scientology’s acties als internetcensuur ziet en dat de bedoeling van de groep is om Scientology van het internet te verbannen. Dit werd gevolgd door gedistribueerde Denial-of-service-aanvallen (DDoS-aanvallen) en vlak daarna door zwarte faxen, neptelefoontjes en andere maatregelen waarmee men trachtte de bezigheden van Scientology te verstoren.
Na de serie DDoS-aanvallen tegen Scientology-websites, richtte de groep zich op legale methoden zoals geweldloze demonstraties en een poging om de Internal Revenue Service (IRS) zover te krijgen om de belastingvrije status van Scientology in Amerika te onderzoeken.
De reacties van Scientology op de acties van de groep zijn gevarieerd. Een vertegenwoordiger liet weten dat de leden van Anonymous Verkeerde informatie hebben over Scientology. Een andere vond de groep zielig en groep van computer nerds. Sommige tegenstanders van Scientology uitten hun kritiek op de acties van Project Chanology, met als reden dat ze er alleen maar voor zorgen dat de Church of Scientology de kans krijgt om de politieke Vrijheid van religie-kaart te spelen. Andere critici vragen zich af of de acties van het project wel legaal zijn.

## Achtergrond

### Tom Cruise-video

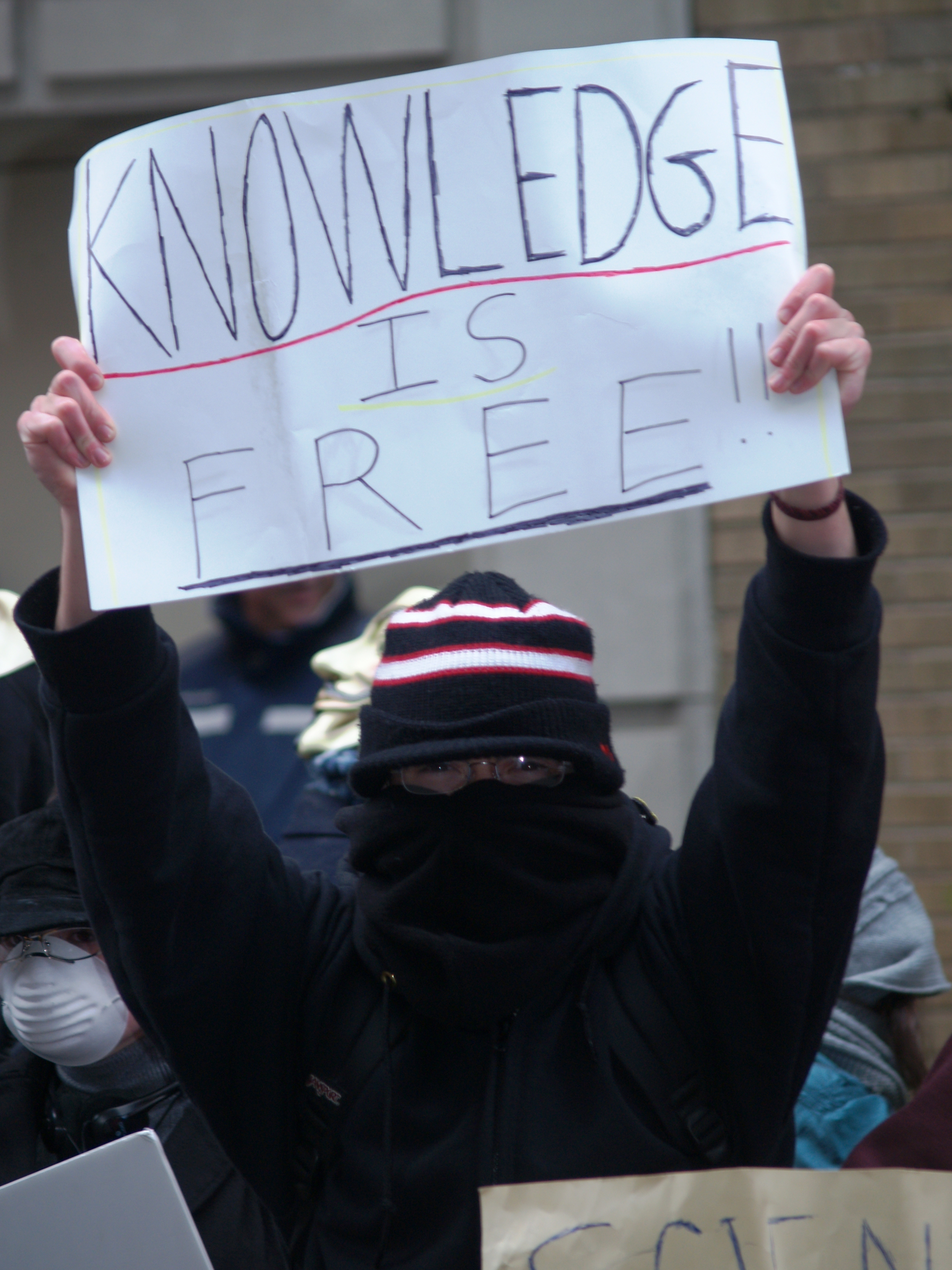
Verwijdering van de Tom Cruise Scientology video van YouTube kreeg kritiek en werd censuur genoemd door de groep.

Op 16 januari 2008 werd een door de Church of Scientology geproduceerd interview met Tom Cruise gelekt op internet en geüpload naar YouTube. Op de achtergrond van de video speelde de herkenningsmelodie van Mission Impossible; Cruise zegt onder andere dat Scientologen de enige mensen zijn die kunnen helpen na een auto-ongeluk, en dat Scientologen de enige ware autoriteit zijn wat betreft het afkicken van drugsverslaafden. Volgens The Times legt Cruise "de voordelen van Scientology" uit in de video. The Daily Telegraph karaktiseert het gedrag van Cruise tijdens het interview als "manic-looking" (maniakaal), "gush[ing] about his love for Scientology" (geestdriftig sprekend over zijn liefde voor Scientology).
Scientology beweert dat het videomateriaal dat naar YouTube en andere websites gelekt werd, een bewerkte illegale kopie ("pirated and edited") was van een drie uur lange video voor leden van Scientology.
YouTube verwijderde de Cruise video nadat Scientology met een rechtszaak dreigde.
De website Gawker.com heeft de video nog steeds op hun website staan, en ook andere websites hebben de video op hun site.
Advocaten van Scientology stuurden een brief naar Gawker.com waarin werd geëist dat Gawker.com de video zou verwijderen, maar Nick Denton van Gawker.com zei dat "It's newsworthy, and we will not be removing it" (Het is nieuws, en we zullen dat niet verwijderen).

### Ontstaan
Gebruikers van het Engelstalige 711chan.org en 4chan, de geassocieerde partyvan.info wiki, en een paar IRC kanalen (samen bekend als Anonymous) formuleerden "Project Chanology" op 16 januari 2008, nadat Scientology een aanklacht wegens auteursrechtenschending indiende tegen YouTube voor het hosten van de Cruise video.
De actie tegen Scientology wordt ook wel "Operation Chanology" genoemd door leden van de groep. De website "Project Chanology" is opgezet in de vorm van een collaboratieve Wikipedia-style Wiki, met artikelen, discussies en geplande 'operaties'.
De website heeft ook een lijst van gesuggereerde guerrillatactieken die gebruikt kunnen worden tegen Scientology.
Leden van Project Chanology gebruiken ook andere websites, zoals de sociale netwerksite Facebook, waar twee groepen die relaties hebben met Project Chanology 3.500 leden hebben sinds 4 februari 2008.
Een lid van Anonymous vertelde de Los Angeles Times dat de groep sinds februari 2008 uit "een losse federatie van ongeveer 9.000 leden" bestaat die anoniem op internet posten.
Een beveiligingsanalist zei tegen The Age dat het aantal mensen dat deelneemt aan Project Chanology in de duizenden kan lopen.
Leden van Project Chanology organiseerden een serie van DDoS-aanvallen tegen Scientology, stuurden zwarte faxen etc., als reactie op wat zij internet-censuur noemen. Ze zeggen dat hun doel het "verlichting van Scientology op elke nodige manier" is. Op hun website staat: "Dat zal een spel van mentale oorlogsvoering worden. Onze praters zijn nodig, niet onze hackers. Het vereist dat onze toegewijde Anon (= leden van Anonymous) over de hele wereld hun stukje bijdragen." Een van de doelen is de complete verwijdering van Scientology van internet; een ander doel is het "redden van mensen uit Scientology door omgekeerde brainwashing."
Leden van Project Chanology zijn van plan om lid te worden van Scientology, poserend als geïnteresseerde leden om de organisatie te infiltreren.
Scientology heeft een verleden van conflict met groepen op internet. In 1995 hebben advocaten van Scientology geprobeerd om de nieuwsgroep alt.religion.scientology (a.r.s.) van Usenet te verwijderen.
Deze poging werkte niet en zorgde juist voor een grote hoeveelheid media-aandacht voor a.r.s. Dit conflict met a.r.s. leidde ertoe dat de hackergroep Cult of the Dead Cow de oorlog verklaarde aan Scientology.
Scientology zette een 10-jaar durende campagne op tegen de Nederlandse schrijfster Karin Spaink en een paar internet service providers, nadat Spaink en anderen documenten postten met daarin delen van de geheime leer van de organisatie. Ze verloren hun rechtszaak tegen Spaink in een Nederlandse rechtbank in 2005. Deze serie van gebeurtenissen wordt ook wel Scientology versus het Internet genoemd.

## Project Chanology activiteiten

### Internet acties
De groep was succesvol in het platleggen van de Scientology website op 18 januari 2008.
Lokale Scientology websites, zoals de Nederlandse, werden hierdoor ook beïnvloed.
De groep had wat eerder succes met het onbereikbaar maken van websites van Scientology en het lekken van documenten die waren gestolen van computers van Scientology. Dit zorgde voor veel aandacht voor Social bookmarking websites.
De directeur van internetbeveiligingsfirma 7safe.com vertelde Sky News dat de groep mogelijk een DDoS-aanval had gebruikt om de website van Scientology plat te leggen.
Volgens Jose Nazario, security engineer voor het bedrijf Arbor Networks, had de DDoS-aanval op Scientology.org 220 megabit per seconde aan verkeer. De aanvallen duurde gemiddeld 30 minuten and gebruikte 168 aan bandbreedte. Arbor Networks heeft verslagen van aanvallen tegen andere sites die 200 keer zoveel megabits hadden als dit.
Op 21 januari 2008 lichtte Anonymous haar doel en aanpak toe middels een video op YouTube, "Message to Scientology" ('Bericht aan Scientology'), en een persbericht dat een "oorlog tegen Scientology" en het Religious Technology Center aankondigde.
In het persbericht verklaart de groep dat de aanvallen zullen doorgaan om de vrijheid van meningsuiting te beschermen en om de financiële uitbuiting van Scientologyleden te beëindigen.
De Tom Cruise-video wordt specifiek door Anonymous genoemd; ze betitelen die als "propagandafilm". Anonymous' video-antwoord gebruikt een gesynthesizeerde stem en bevat een time-lapse opname van wolken, terwijl de spreker de leiders van Scientology rechtstreeks toespreekt: "We acknowledge you as a serious opponent, and we are prepared for a long, long campaign. You will not prevail forever against the angry masses of the body politic. Your methods, hypocrisy, and the artlessness of your organization have sounded its death knell. You cannot hide; we are everywhere." De video verklaart verder: "We shall proceed to expel you from the Internet and systematically dismantle the church of Scientology in its present form ... We are anonymous. We are legion. We do not forgive. We do not forget. Expect us."
Op 25 januari 2008, vier dagen na het uitkomen van de video, was die al 800.000 keer bekeken; op 8 februari 2008 meer dan 2 miljoen keer. Auteur Warren Ellis noemde de video "creepy in and of itself" en een "manifesto, declaration of war, sharp political film".

## Reactie

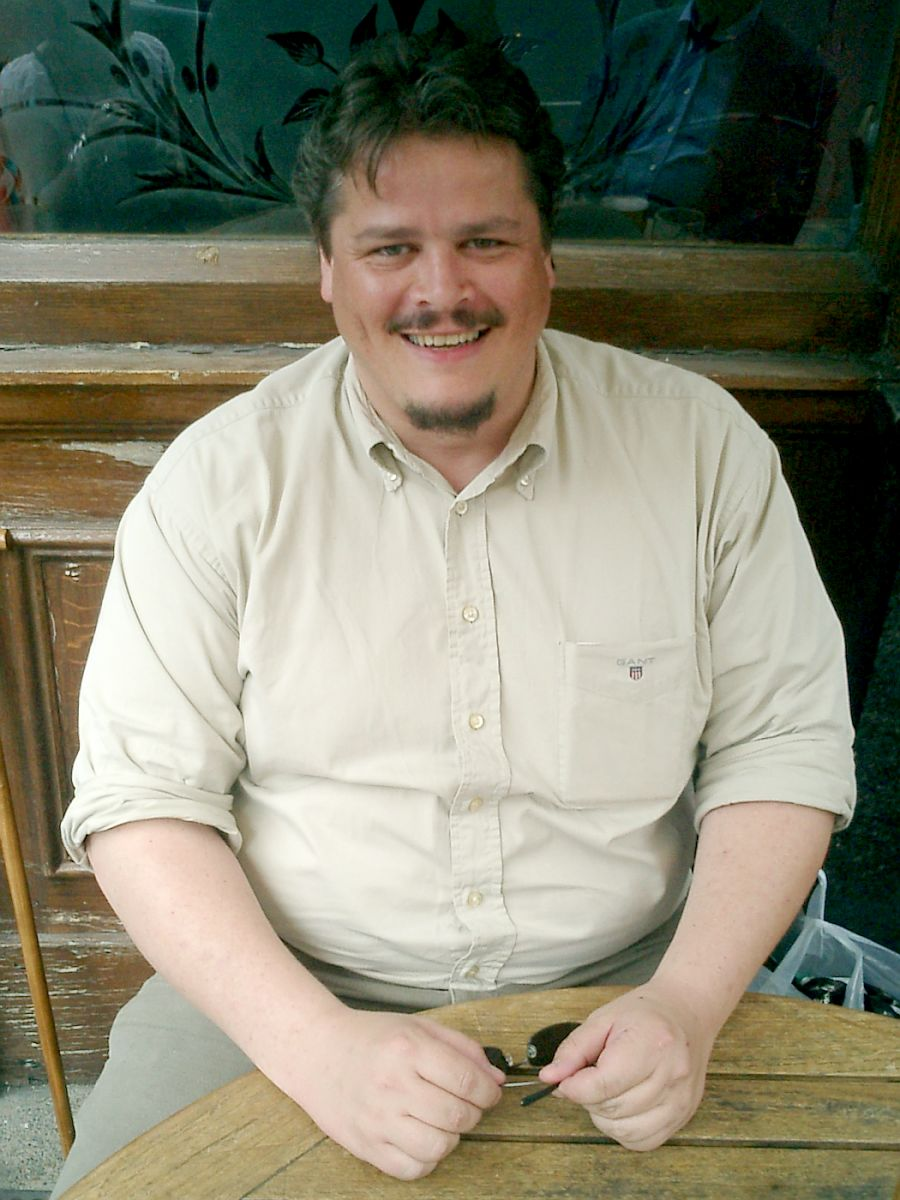
Andreas Heldal-Lund, oprichter van Operation Clambake.

Andreas Heldal-Lund, oprichter van Operation Clambake (een website en een non-profitorganisatie die Scientology kritisch volgt, bekritiseerde de digitale aanval op Scientology. Heldal-Lund reageerde, "People should be able to have easy access to both sides and make up their own opinions. Freedom of speech means we need to allow all to speak - including those we strongly disagree with. I am of the opinion that the Church of Scientology is a criminal organisation and a cult which is designed by its delusional founder to abuse people. I am still committed to fight for their right to speak their opinion."
Hij zei ook dat "Attacking Scientology like that will just make them play the religious persecution card ... They will use it to defend their own counter actions when they try to shatter criticism and crush critics without mercy."
Mark Bunker, een criticus van Scientology die de website XenuTV.com runt, plaatste een video op YouTube waarin hij Anonymous vroeg "to tone down their campaign against the Church of Scientology."
Volgens NPRs Morning Edition, werd Bunker door zijn reactie "a revered voice to many members of Anonymous," die sindsdien naar hem verwezen als "Wise Beard Man" (Wijze baardman). Bunker zei tegen Newsweek dat hij bezorgd was over de veiligheid van mensen die deelnemen aan "Project Chanology": "I know the way Scientology works: they're going to get these people in trouble ... I'm very concerned about their safety, and I'm concerned about the Scientologists' safety, too." Bunker zei dat hij meer dan 6000 e-mails had ontvangen van mensen die zeiden lid te zijn van Anonymous.